# Liste des membres nunavummiuqs de l'Ordre du Canada
Pour un article plus général, voir Ordre du Canada.
- Kiawak Ashoona
- Pitseolak Ashoona
- W.E. Brent Boddy
- Tagak Curley
- Mark Evaluarjuk
- Ann Meekitjuk Hanson
- Mark Kalluak
- John Kaunak
- William L. Lyall
- Helen Mamayaok Maksagak
- Annie E. Manning
- Canon Noah Nasook
- Abe Okpik
- Jessie Oonark
- Elisapie Killiktee Ootova
- Uriash Puqiqnak
- Hugh Ungungai